# Michael Sarrazin
Michael Sarrazin, właśc. Jacques Michel André Sarrazin (ur. 22 maja 1940 w Quebecu, zm. 17 kwietnia 2011 w Montrealu) – kanadyjski aktor filmowy i telewizyjny, który zdobył sławę u boku Jane Fondy w filmie Czyż nie dobija się koni? (1969).

## Życiorys
Urodził się w Quebecu. Jego brat Pierre Sarrazin został producentem filmowym i scenarzystą. Wychowywał się  w Montrealu w Quebecu. Występował w szkolnych przedstawieniach. W wieku 17 lat otrzymał pierwszą profesjonalną rolę sceniczną.
Przed kamerami debiutował w filmie krótkometrażowym Selkirk of Red River (1964) jako osadnik nad Red River. Pracował przy produkcji telewizyjnej w Toronto w prowincji Ontario, a następnie podpisał kontrakt z Universal Studios. W 1968 był nominowany do Złotego Lauru w kategorii „Nowa Twarz”.
John Schlesinger chciał go obsadzić w roli Joe Bucka w Nocny kowboj, lecz ze względu sporów o gażę, na krótko przed rozpoczęciem zdjęć zrezygnował, a rolę ostatecznie zagrał Jon Voight. Za rolę Denny’ego McGuire w dramacie The Sweet Ride (1968) zdobył nominację do Złotego Globu w kategorii „Najbardziej obiecujący debiut”. Kreacja Roberta Syvertona w dramacie Sydneya Pollacka Czyż nie dobija się koni? (1969) wg powieści Horace’a McCoya przyniosła mu nominację do nagrody BAFTA w kategorii „Najbardziej obiecujący nowicjusz wiodących ról filmowych”.
Miał grać postać Olivera w melodramacie Love Story (1970), jednak angaż otrzymał Ryan O’Neal. Można go było potem zobaczyć w dramacie sensacyjnym Paula Newmana Rodzina Stamperów (Sometimes a Great Notion, 1971) w roli Leelanda Stampera u boku Newmana, Henry’ego Fondy i Lee Remick, dramacie W pogoni za szczęściem (The Pursuit of Happiness, 1971) z Barbarą Hershey, komediodramacie Prawo Harry’ego (Harry in Your Pocket, 1973) z Jamesem Coburnem, komedii Petera Yatesa Dla dobra Pete’a (For Pete's Sake, 1974) z Barbrą Streisand, dreszczowcu Uwiedzenie (The Seduction, 1982) z Morgan Fairchild jako reporter telewizyjny, dramacie sensacyjnym Lewisa Teague'a Odwet (Fighting Back, 1982) z Tomem Skerrittem oraz melodramacie wojennym Serca w niewoli (Captive Hearts, 1987) z Patem Moritą. W dreszczowcu Mascara (Tusz do rzęs, 1987) z Charlotte Rampling i Derekiem de Lint jego bohater Bert Sanders zamienia się w Drag queen. W filmie sensacyjnym Rozjemca (The Peacekeeper, 1997) z Dolphem Lundgrenem pojawił się jako pułkownik Douglas Murphy. W 1999 otrzymał nominację do nagrody Gemini za postać Milta w serialu CTV Television Network The City (1999–2000). W ostatnim swoim filmie W drodze (On the Road, 2012) zagrał irlandzkiego księdza.
Przez siedem lat (1967–1974) był związany z aktorką Jacqueline Bisset, z którą zagrał w dramacie The Sweet Ride (1968) i melodramacie Believe in Me (1971). Miał dwie córki – Catherine i Michele.
Zmarł 17 kwietnia 2011 w Montrealu po długotrwałej chorobie nowotworowej w wieku 70 lat.

## Filmografia

### filmy fabularne
- 1967: Pojedynek w Abilene jako Cord Decker
- 1969: Czyż nie dobija się koni? jako Robert Syverton
- 1972: Sędzia z Teksasu
- 1978: Karawany (Caravans) jako Mark Miller
- 1997: Rozjemca jako pułkownik Douglas Murphy
- 2002: www.strach jako Frank Bryant

### seriale TV
- 1985: Napisała: Morderstwo – odc. „Joshua Peabody Died Here... Possibly” jako David Marsh
- 1988: Alfred Hitchcock przedstawia jako porucznik Steven Rykker
- 1991: Napisała: Morderstwo – odc. „Murder Plain and Simple” jako Jacob Beiler
- 1993: Żar tropików jako dr Ben Richards
- 1994: Legendy Kung Fu jako Woody Clark
- 1996: Star Trek: Stacja kosmiczna jako Trevean
- 2000: Nikita jako dr Lukas